# Ускочка улица (Београд)
| УСКОЧКА · улица | УСКОЧКА · улица  |
| --------------- | ---------------- |
|                 |                  |
| Општина         | Стари град       |
| Почетак         | Цара Лазара      |
| Крај            | Кнеза Михаила    |
| Дужина          | 110 m            |
| Ширина          | 9 m              |
| Створена        | 1871             |
| Названа         | 1896             |
| Стари називи    | Малајничка улица |
|                 |                  |
|                 |                  |
|                 |                  |

Ускочка улица налази се у самом центру Београда, на територији Општине Стари град. Ова уска београдска уличица простире се између Цара Лазара број 13 и познатог престоничког шеталишта Кнез Михаилове улице, у дужини од свега неких стотинак метара.

## Име улице
Улица је добила име по ускоцима, који су били избеглице из Босне и Херцеговине после турских освајања у XV веку. Крајеви познати по ускоцима били су Клис и Сењ. Када су Турци завладали Клисом 1587. године ускоци су се преселили у Сењ. Они су имали чак и морнарицу која је била позната по нападима на млетачке бродове. После мадридског мира 1617. године под притиском Млетака, под чијом су службом били, на Аустрију, ускоци су расељени и тако је престала и њихова активност.

## Историја
У време 1839. године Палилула и Савамала су, по писању Београдских општинских новина, биле такорећи села независна од Београда, да би 1839. године ушла у састав београдске општине, али су и даље сматрана предграђима. Другачије није било ни у центру града, где су улице Ускочка, Делијска и Николе Спасића просечене тек 1871. године. Њих је просекло друштво „Слога”, у чијем власништву су у том моменту била земљишта на којима се ове улице налазе, као и део Кнез Михаилове улице, и то све од „Руског цара” до Академије наука. Пре тога ове три улице су, све до 1868. биле су башта кнеза Александра. Друштво „Слога” је потом просекло улице на своју руку, а општина је касније, 1872. одобрила и да се Ускочка и улица Николе Спасића продуже, све до Цара Лазара, која се тада звала Сараф Костина, али са условом да друштво на њима изради калдрму.
Првобитно се ова улица звала Малајничка улица. Тако је било све од њеног званичног именовања 1872. године, па до 1896. када је њен назив промењен у Устаничка улица.

## Суседне улице
- Улица Николе Спасића
- Улица Вука Караџића

## Значајни објекти
С обзиром да се налази у самом срцу града у овој улици налазе се бројни престонички кафићи, попут кафетерије Кофеин (Kafe Koffein) или кафеа Дистрикт У2 (Distrikt U2).